# Ur det försvunna
Ur det försvunna: stockholmska spår och tecken är en faktabok från 1995 av Per Anders Fogelström. Den handlar om hur Stockholm har förändrats genom seklerna.
Det är en gripande bok om starka människor och livet i storstaden.